# Homidiana leucosticta
Homidiana leucosticta is een vlinder uit de familie van de Sematuridae. De wetenschappelijke naam van de soort is voor het eerst geldig gepubliceerd in 1918 door Hampson.